# Brown Township (Iowa)
Pour les articles homonymes, voir Brown Township.
Brown Township est un township du comté de Linn en Iowa, aux États-Unis,.
Le township est nommé à la mémoire de Nathan Brown qui s'y installe dès 1839. Il est fondé en 1841.

## Source de la traduction
- (en) Cet article est partiellement ou en totalité issu de l’article de Wikipédia en anglais intitulé « Brown Township, Linn County, Iowa » (voir la liste des auteurs).